# Ministère de la Jeunesse et des Sports (Algérie)
Le ministère de la Jeunesse et des Sports est un département ministériel du gouvernement algérien, chargé de la mise en œuvre de la politique gouvernementale dans les domaines de la jeunesse et des sports. Le 18 novembre 2024, le ministère est dirigé par un ministre des Sports et un ministre de la Jeunesse.

## Histoire
Le ministère de la Jeunesse et des Sports a été créé en Algérie en 1962, juste après l'indépendance du pays avec Abdelaziz Bouteflika comme ministre. Depuis lors, il a été chargé de la mise en place et de la coordination des politiques gouvernementales dans les domaines de la jeunesse et des sports.
Le 18 novembre 2024, Le ministère est dirigé par un ministre des Sports et un ministre de la Jeunesse

## Missions
Les missions du ministère de la Jeunesse et des Sports en Algérie sont les suivantes :
- Développement des politiques en matière de jeunesse et de sports
- Mise en place des infrastructures sportives
- Promotion de l'activité sportive et des loisirs chez les jeunes
- Organisation de manifestations sportives et de compétitions nationales et internationales
- Encouragement de la formation et de l'encadrement des jeunes sportifs et des entraîneurs

### Liste des ministres
- 1- Abdelaziz Bouteflika de 1962 à 1963
- 2- Chérif Belkacem de 1963 à 1964
- 3- Sadek Batel de 1964 à 1965
- 4- Abdelkrim Benhamoud de 1965 à 1970
- 5- Abdallah Fadhel de 1970 à 1977
- 6- Djamel-Eddine Houhou de 1977 à 1982
- 7- Abdenour Bekka de 1982 à 1984
- 8- Kamel Bouchama de 1984 à 1987
- 9- Abdelhak Brerhi de 1987 à 1988
- 10- Cherif Rahmani de 1988 à 1989
- 11- Abdelkader Boudjemaa de 1989 à 1991
- 12- Leïla Aslaoui de 1991 à 1992
- 13- Abdelkader Khomri de 1992 à 1993
- 14- Sid Ali Lebbib de 1993 à 1995
- 15- Mohamed El-Aichoubi de 1995 à 1996
- 16- Mouldi Aissaoui de 1996 à 1997
- 17- Mohamed Aziz Derouaz de 1997 à 1999
- 18- Abdelmalek Sellal de 1999 à 2001
- 19- Abdelhamid Berchiche de 2001 à 2002
- 20 - Boubekeur Benbouzid du 17 juin  2002 au 9 mai 2003
- 21 - Mohamed Allalou du 9 mai 2003 au 6 septembre 2003
- 22- Boudjemaa Haichour du 6 septembre 2003 à 2004
- 23 - Abdelaziz Ziari de 2004 à 2005
- 24 - Yahia Guidoum de 2005 à 2007
- 25 - Hachemi Djiar de 2007 à 2012
- 26 - Belkacem Mellah de 2012 à 2013
- 27- Mohamed Tahmi de 2013 à 2015
- 28 - Mohamed El Ghazi (par intérim à la suite de l'absence du nommé Khomri AEK, malade) de 2015 à 2017
- 29 - El-Hadi Ould Ali du 25 mai 2017 à 2019
- 30 - Raouf Salim Bernaoui de 2019 à 2020
- 31 - Sid Ali Khaldi du 4 janvier 2020 au 7 juillet 2021
- 32 - Abderrazak Sebgag de 2021 au 15 mars 2023
- 33 - Abderrahmane Hammad du 16 mars 2023 au 18 novembre 2024
- 34 - Walid Sadi (ministre des Sports) et Mustapha Hidaoui (Ministre de la Jeunesse chargé du Conseil supérieur de la jeunesse) à partir du 18 novembre 2024[2].